# Неелов, Павел Филиппович
Павел Филиппович Неелов (1837—1902) — российский военный правовед,
действительный тайный советник (1900). Член Главного военного суда Российской империи (1885).

## Биография
Из дворянского рода Нееловых. Родился в семье коллежского регистратора. Брат — действительный статский советник А. Ф. Неелов. 
В службе и  классном чине с  1853 года после окончания Александровской военно-юридической академии. С 1870 по 1883 годы  обер-аудитор штаба 2-й резервной пехотной дивизии, чиновник по особым поручениям Аудиторского департамента Военного министерства, обер-аудитор Виленского военного округа, военный прокурор Московского военного округа. В 1863 году   произведён в действительные статские советники, в 1882 году произведён в  тайные советники. 
С 1885 года Постоянный член Главного военного суда Российской империи. В 1900 году произведён в действительные тайные советники.
Был награждён всеми российскими орденами вплоть до ордена Святого Александра Невского с бриллиантовыми знаками пожалованные ему в 1896 году.